# 増田直紀
増田 直紀（ますだ なおき、1976年1月19日 - ）は、日本・アメリカ合衆国の数学者。学位は、博士（工学）（東京大学、2002年）。ミシガン大学教授。

## 経歴
東京都八王子市出身。
21歳まで海外に行った経験がなく、24歳でアメリカに１年間留学するまでは英語も話せなかったが、大学４年生のときに、国際ワークキャンプを行う団体（国際NGO NICE）を知り、海外や国内のワークキャンプに行くようになった。様々な国の人との共同生活、ボランティアなどの活動を通じて海外への興味が強くなり、その後の留学、海外での研究などに発展した。

### 略歴[2]
- 1988年3月 - 八王子市立第十小学校 卒業
- 1991年3月 - 八王子市立ひよどり山中学校 卒業
- 1994年3月 - 東京都立八王子東高等学校 卒業
- 1998年3月 - 東京大学工学部計数工学科（数理工学コース） 卒業
- 2000年3月 - 東京大学大学院工学系研究科 計数工学専攻 修士課程 修了
- 2000年4月 - 日本学術振興会 特別研究員DC1（東京大学）
- 2002年9月 - 東京大学大学院 工学系研究科 計数工学専攻 博士課程 修了
- 2002年10月 - 日本学術振興会 特別研究員PD（東京大学大学院新領域創成科学研究科）
- 2003年4月 - 日本学術振興会 特別研究員PD（横浜国立大学大学院 工学研究院）
- 2004年4月 - 理化学研究所 脳科学総合センター 脳数理研究チーム 基礎科学特別研究員
- 2004年7月 - ERATO 合原複雑数理モデルプロジェクト グループリーダー（2006年3月、兼任）
- 2006年10月 - 東京大学大学院情報理工学系研究科 数理情報学専攻 講師
- 2008年9月 - 東京大学大学院情報理工学系研究科 数理情報学専攻 准教授
- 2008年10月 - 科学技術振興機構 さきがけ研究員（兼任）
- 2014年3月 - ブリストル大学工学部数理工学科 上級講師
- 2019年8月 - ブリストル大学工学部数理工学科 准教授
- 2019年8月 - ニューヨーク州立大学バッファロー校教養科学部数学科 准教授
- 2021年9月 - ニューヨーク州立大学バッファロー校教養科学部数学科 教授
- 2025年7月 - ミシガン大学 教授

## 研究論題
- 複雑ネットワーク (人のつながり方，コンピュータのつながり方などの理論と実際)
- 間欠的な相互作用に基づく社会ダイナミクスの数理モデリング
- 同調現象の数理モデル解析

## 著書

### 和書[3]

#### 単著
- 『私たちはどうつながっているのか』中央公論新社（中公新書）（2007年）増田直紀 著
- 『なぜ3人いると噂が広がるのか』日本経済新聞出版社（日経プレミアシリーズ）（2012年）増田直紀 著
- 『海外で研究者になる ― 就活と仕事事情』中央公論新社（中公新書）（2019年）増田直紀 著

#### 共著
- 『複雑ネットワークの科学』産業図書 (2005年) 増田直紀、今野紀雄 著
- 『「複雑ネットワーク」とは何か』講談社(2006年)（ブルーバックス）増田直紀、今野紀雄 著
- 『複雑ネットワーク』近代科学社（2010年）増田直紀、今野紀雄 著

#### 訳書
- 『ネットワーク科学』丸善出版（サイエンス・パレット）(2014年)

　高口太郎 訳、増田直紀 監訳（Guido Caldarelli, Michele Catanzaro 著）

### 英書
- 『A Guide to Temporal Networks』World Scientific, Singapore (2016)

　Naoki Masuda, Renaud Lambiotte.
- 『Temporal Network Epidemiology』Springer, Singapore (2017)

　Naoki Masuda, Petter Holme 